# Unité urbaine de Montfrin
L'unité urbaine de Montfrin est une unité urbaine française centrée sur les communes de Comps, Meynes, Montfrin, Remoulins et Sernhac dans le département du Gard, en région Occitanie.

## Données générales
Dans le nouveau zonage réalisé en 2020, elle est composée de six communes. Elle est issue de la fusion des deux unités urbaines, dans le zonage de 2010, de Montfrin et de Remoulins, composées chacune de trois communes.
En 2022, avec 12 304 habitants, elle représente la 8e unité urbaine du département du Gard et occupe le 50e rang dans la région Occitanie.
En 2022, sa densité de population s'élève à 190 hab/km2. Par sa superficie, elle représente 1,1 % du territoire départemental et, par sa population, elle regroupe 1,61 % de la population du département du Gard.

## Composition 2020 de l'unité urbaine
Elle est composée des six communes suivantes :
| Nom                  | Code Insee | Département | Statut       | Superficie (km2) | Population (dernière pop. légale) | Densité (hab./km2) | Modifier                                    |
| -------------------- | ---------- | ----------- | ------------ | ---------------- | --------------------------------- | ------------------ | ------------------------------------------- |
| Comps                | 30089      | Gard        | ville-centre | 8,60             | 1 703 (2022)                      | 198                | modifier les données · modifier les données |
| Meynes               | 30166      | Gard        | ville-centre | 16,66            | 2 576 (2022)                      | 155                | modifier les données · modifier les données |
| Montfrin             | 30179      | Gard        | ville-centre | 15,29            | 3 125 (2022)                      | 204                | modifier les données · modifier les données |
| Remoulins            | 30212      | Gard        | ville-centre | 8,24             | 2 268 (2022)                      | 275                | modifier les données · modifier les données |
| Sernhac              | 30317      | Gard        | ville-centre | 8,93             | 1 816 (2022)                      | 203                | modifier les données · modifier les données |
| Saint-Bonnet-du-Gard | 30235      | Gard        | banlieue     | 6,84             | 816 (2022)                        | 119                | modifier les données · modifier les données |

## Évolution démographique
| 1968  | 1975  | 1982  | 1990  | 1999   | 2010   | 2015   | 2022   |
| ----- | ----- | ----- | ----- | ------ | ------ | ------ | ------ |
| 6 827 | 7 196 | 8 074 | 9 225 | 10 302 | 11 924 | 12 321 | 12 304 |

#### Données générales
- Unité urbaine en France
- Aire d'attraction d'une ville
- Liste des unités urbaines de France

#### Données démographiques en rapport avec l'unité urbaine de Montfrin
- Aire d'attraction de Nîmes
- Aire d'attraction de Beaucaire
- Arrondissement de Nîmes

#### Données démographiques en rapport avec le Gard
- Démographie du Gard